# Odorrana andersonii
Odorrana andersonii är en groddjursart som först beskrevs av George Albert Boulenger 1882.  Odorrana andersonii ingår i släktet Odorrana och familjen egentliga grodor. IUCN kategoriserar arten globalt som livskraftig. Inga underarter finns listade i Catalogue of Life.